# Ниндзя (фильм)
«Ниндзя» (англ. Ninja) — фильм в жанре боевика, снятый Айзеком Флорентайном в 2009 году и выпущенный на DVD. В главной роли снимался Скотт Эдкинс.
В декабре 2013 года в прокат вышло продолжение — «Ниндзя 2» (англ. Ninja: Shadow of a Tear).

## Сюжет
В незапамятные времена в Японии существовали воины, владеющие искусством ниндзюцу и оружием, делавшим их непобедимыми. Хотя в XVII веке ниндзя были объявлены вне закона, их традиции передавались из поколения в поколение, как и их оружие. Молодой гайдзин Кейси Боумен, постигающий в Японии искусство ниндзюцу, по просьбе своего сэнсэя возвращается в Нью-Йорк, чтобы защитить Йорой Бицу — кованый сундук, в котором хранятся оружия последнего клана ниндзя Кога. На него польстился Масадзука — бывший ученик школы того же сэнсэя, выгнанный за неподобающее поведение и попытку убить Кейси.

## В ролях
- Скотт Эдкинс — Кейси Боумен
- Цуёси Ихара — Масадзука
- Мика Хидзии — Намико Такэда
- Того Игава — сенсей Такэда
- Тодд Дженсен — детектив Тракслер
- Гаррик Хэгон — профессор Пол Гаррисон
- Майлз Андерсон — мистер Темпл
- Фумио Дэмура — Дай Шихан, помощник сенсея
- Валентин Ганев — Юрий Климитов, российский нефтяной магнат
- Велизар Бинев — официант
- Райчо Василев — стрелок
- Асен Блатечки — телохранитель Климитова

## Критика
Феликс Васкез, рецензент Cinema Crazed, дал фильму три звезды из четырёх и отметил, что он значительно интереснее чем вышедший в тот же год «Ниндзя-убийца».

## Факты
В «роли» вагонов Нью-Йоркского метро снялись вагоны 81-717/714 производства Мытищинского машиностроительного завода. В действительности кадры и вагоны 81-717/714 сняты в  Софийском метрополитене.